# Разгромът на германските войски край Москва
„Поражението на германските войски край Москва“ (на руски: Разгром немецких войск под Москвой) е съветски документален филм за битката при Москва през Великата отечествена война, продуциран от Централното студио за кинохроника. Създаден в периода октомври 1941 – януари 1942 г. Първият съветски филм, спечелил „Оскар“ за най-добър документален филм през 1943 г. (заедно с още три филма).

## Хронология
Октомври 1941 г. Жителите на Москва изграждат барикади и защитни съоръжения по улиците и подстъпите към града. Жени работят в отбранителен завод. Речта на Сталин. Пехота, танкове, кавалерия, скиори и моторизирана пехота по улиците на града. Бойни действия от различни видове и движение на части на Червената армия в района на Москва. Генерали Павел Белов, Иван Болдин, Леонид Говоров, Александър Кузнецов, Филип Голиков, Иван Конев, Василий Юшкевич, Георгий Жуков, Константин Рокосовски на командни постове. Битките за Истра, Тула, Рогачево, Яхрома, Можайск, Епифан, Калинин, Волоколамск, Михайлов и други населени места в региона. Действия на германските въоръжени сили. Разрушени и опожарени къщи, убити червеноармейци, цивилни и осиротели деца. Новият Йерусалимски манастир, Къщата-музей „Пьотър Чайковски“ в Клин и Музеят-имение Ясна поляна са силно повредени; митинг пред бесилото във Волоколамск. Завръщане на жителите в освободените райони. Германски военнопленници, пленена техника. Връчване на гвардейското знаме на 1-ви гвардейски кавалерийски корпус на генерал Павел Белов. Награждаване на войници и пилоти от Червената армия.

## История на създаването
В края на ноември 1941 г. Йосиф Сталин извиква при себе си председателя на Комитета по кинематография към Съвета на народните комисари на СССР Иван Болшаков и му казва: „Ние ще нанесем на германците удар с огромна сила. Мисля, че няма да могат да издържат и ще се върнат назад... Трябва да заснемем всичко това и да направим добър филм. Сталин изисква да бъде информиран за подготовката и хода на снимките. Той отдава голямо значение на този филм. Избрани са двама режисьори: Леонид Варламов и Иля Копалин.